# Ian MacDonald
Ian MacCormick (3 de outubro de 1948 – Gloucestershire, 20 de agosto de 2003), mais conhecido pelo seu pseudônimo Ian MacDonald, foi um crítico e autor musical britânico, conhecido por escrever histórias sobre os Beatles e The New Shostakovich.

## Publicações
- Revolution in the Head: The Beatles' Records and the Sixties. ISBN 1-84413-828-3
- The New Shostakovich (1990). ISBN 0-19-284026-6 (reprinted & updated in 2006)
- The People's Music (2003)